# Heilingen (Adelsgeschlecht)

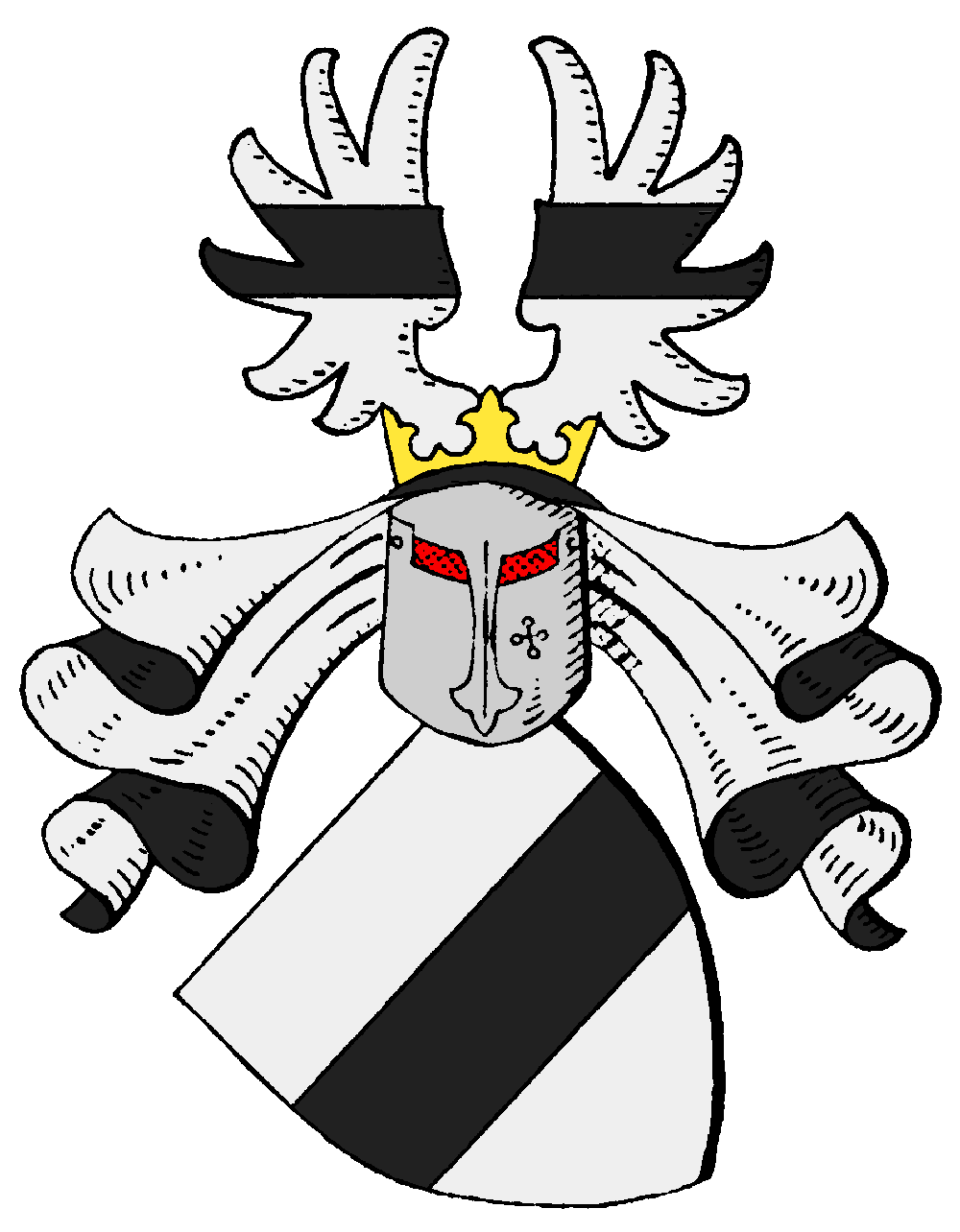
Wappen derer von Heilingen

Die von Heilingen waren ein uradliges, wenig verbreitetes thüringisches Herrengeschlecht, das sich nach dem gleichnamigen Stammhaus benannte und in und um Sundhausen begütert war.

## Geschichte
Das Geschlecht wird 1110 erstmals mit Adelbert von Heilingen erwähnt. Es gehörte lange Zeit zum Fuldaischen Lehnshofe, 1282 wird Conrad von Heilingen dort erwähnt. Mit August Wilhelm von Heilingen († 1809 in Sundhausen) ist das Geschlecht im Mannesstamm ausgestorben. Zu den Besitzungen zählte u. a. Lauterbach (Wartburgkreis).

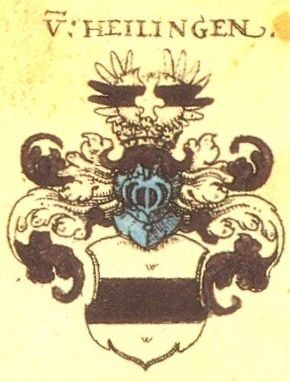
Wappen in Siebmachers Wappenbuch (1605)

## Wappen
Blasonierung des verbreitetsten Wappens: In Silber ein schwarzer Balken (auch mit einem über den ganzen Schild gelegten gold-grünen schrägen Rautenkranz). Auf dem gekrönten Helm mit schwarz-silbernen Decken ein offener, wie der Schild tingierter Flug.
Weitere Wappen „von Heilingen“ existierten bei nicht nachweisbarem agnatischen Zusammenhang zu dem beschriebenen Geschlecht:
1. in Silber ein roter Löwe (der in den Pranken einen schwarzen schrägen Pfahl hält). Helm: ein Paar von Rot und Silber übereck geteilte Büffelhörner. Decken: Rot Silber.
2. von Schwarz und Silber gespalten mit je einem angewinkelten, zueinander gekehrten Armen in verwechselten Farben. Helm: mit schwarz-silberner Wulst, mit zwei silbernen Armen. Decken: Schwarz Silber.
3. zwei Widderhörner mit ausgerissener Hirnschale
4. Schild mit Schrägbalken, oben (2:2:1) und unten (1:2:2) von je fünf Würfeln (Schindeln) begleitet.
5. ein Halbmond, innerhalb der Sichel ein Stern